# Phallotorynus
Phallotorynus – rodzaj ryb karpieńcokształtnych z rodziny piękniczkowatych (Poeciliidae).

## Klasyfikacja
Gatunki zaliczane do tego rodzaju:
- Phallotorynus fasciolatus
- Phallotorynus jucundus
- Phallotorynus pankalos
- Phallotorynus victoriae